# Dům Eduarda Červinky
Dům Eduarda Červinky, známý též jako činžovní dům U Červinků nebo podle provozovny Řeznictví U Červinků, je obytný a kancelářský dům s obchodním parterem v historickém jádru Zlína na náměstí Míru s číslem popisným 9. Pro velkouzenáře Eduarda Červinku jej navrhl v roce 1931 brněnský architekt Bohumír F. A. Čermák v progresivním funkcionalistickém stylu. Dům stojí ve zhuštěné zástavbě jako součást západní fronty náměstí v blízkém sousedství zlínské radnice. V roce 2001 byl objekt zapsán na seznam nemovitých kulturních památek.

## Historie

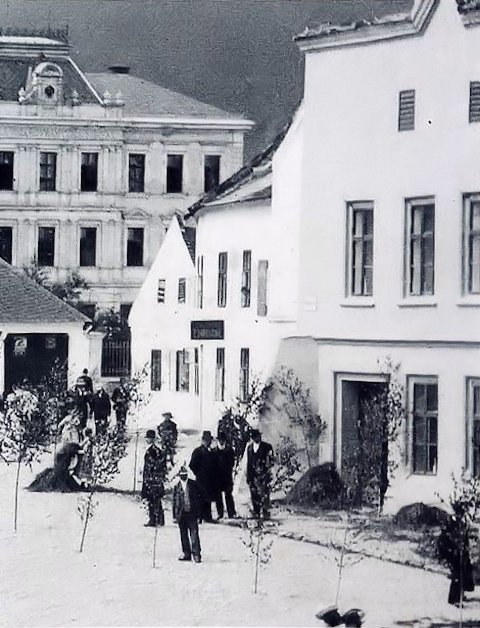
Jihozápadní cíp náměstí Míru kolem roku 1918, uprostřed tehdejší dům rodiny Šmídovy čp. 9, vpravo stará radnice.

Řeznickou koncesi vázanou na dům číslo 9 získal v roce 1899 Karel Mikšík a v této činnosti po něm pokračoval i řeznický tovaryš Eduard Červinka. Na parcele v historickém centru města stál původně dům po Antonínu Šmídovi, který obývaly dvě rodiny. V jednoduchém jednopatrovém domě se šindelovou střechou získal Červinka v roce 1921 povolení zřídit uzenářskou a řeznickou dílnu s elektromotorickým pohonem, o rok později dům doplnil o výkladní skříň a v roce 1927 rozšířil obchodní prostor v domě o další místnost. Z téhož roku pochází záznam o špatném stavu objektu s doporučením jeho úplné přestavby, nebo zboření.
V dubnu 1931 si prosperující velkouzenář Červinka nechal vypracovat plány na stavbu nového obchodního a obytného domu. Oslovil k tomu brněnského architekta Bohumíra Františka Antonína Čermáka (1882–1961), který nepůsobil v řadách Stavebního oddělení firmy Baťa. Čermák byl známý např. monumentalistickou budovou Úrazové dělnické pojišťovny v Brně z počátku 10. let (pozdější Úrazová nemocnice) nebo svojí největší architektonickou zakázkou z poloviny 20. let – pozdně monumentalistickou správní budovou Zbrojovky v brněnských Zábrdovicích. V duchu moderního konstruktivismu navrhl také Pavilon výstavních trhů na Výstavě soudobé kultury v Brně roku 1928 (pozdější pavilon G Brněnského výstaviště), od počátku 30. let ovšem začal navrhovat pro olomouckou firmu ASO po celém Československu obchodní domy, inspirované německým funkcionalismem i architekturou amerických obchodních domů.
Ačkoli Červinkovy důvody pro oslovení architekta Čermáka nejsou známy, spolupráce s brněnskými architekty ve Zlíně opanovaném baťovskou výstavbou nebyla zcela ojedinělá, byť ani nijak častá. V červnu 1931 již měl podnikatel k dispozici plány a výstavbu nového obchodního a obytného domu v progresivním funkcionalistickém stylu realizovala téhož roku stavební firma Josefa Jarcovjáka.

## Architektura
Obchodní a činžovní dům Červinkova uzenářství byl architektem navržen na parcele nepravidelného tvaru jako třípodlažní objekt s podkrovím a plochou střechou. Kromě hlavní uliční budovy obdélného půdorysu měla novostavba ještě přízemní křídlo ustupující do vnitrobloku. Železobetonová konstrukce byla vyplněna cihlovým vyzděním.

### Fasáda a obchodní přízemí

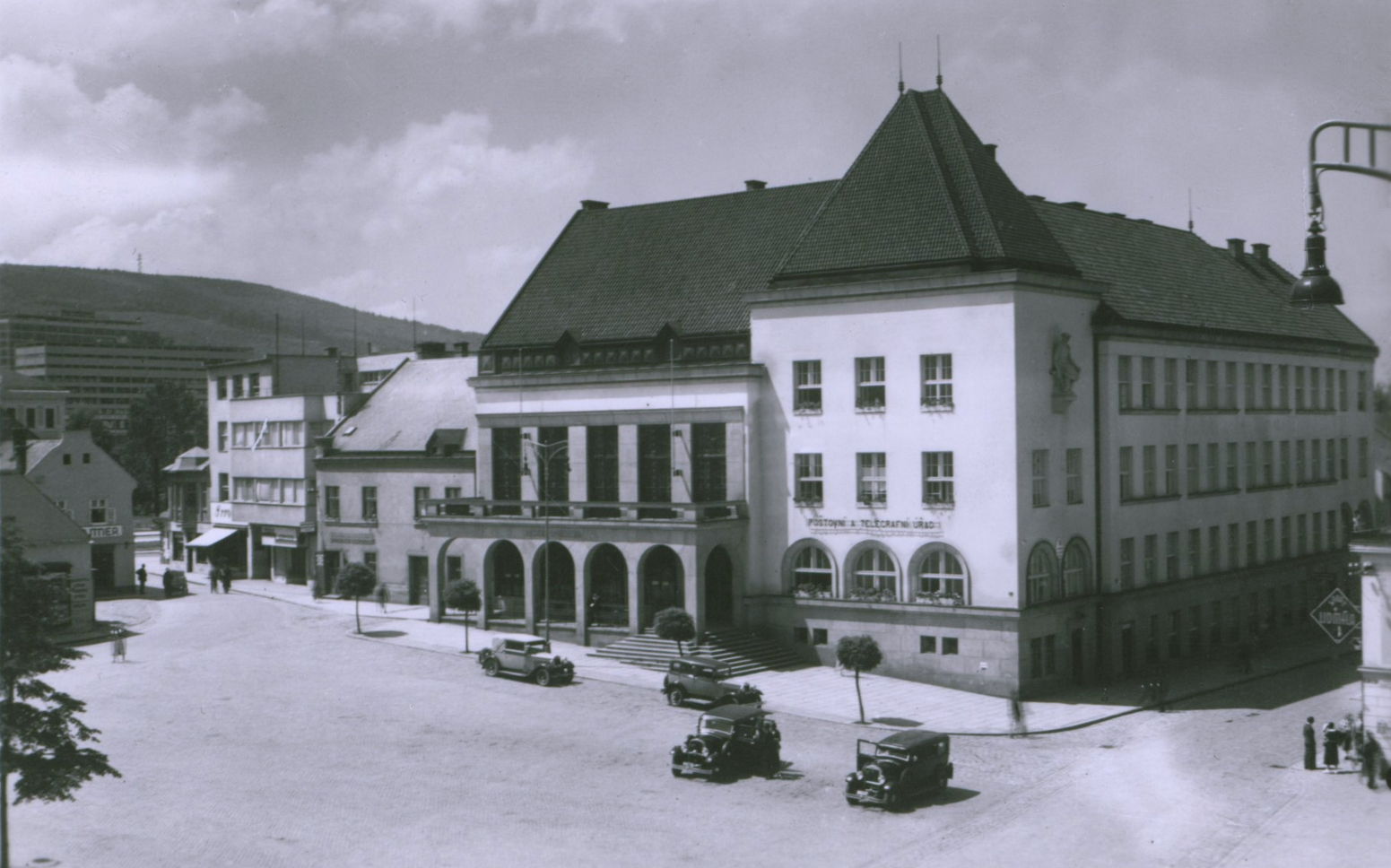
Náměstí Míru s dominantní radnicí, vlevo Červinkův dům

Fasáda domu je jednou z jeho nejvýraznějších charakteristik a odkazuje k dobovým funkcionalistickým tendencím, mezi jejichž projevy patří ve Zlíně ojedinělé použití pásových posuvných oken v kombinaci s okny „americkými“, dále také ustupující podlaží či terasy. Hlavní průčelí domu je hmotově asymetrické. Do kamenem obloženého parteru jsou vloženy prosklené výkladce a asymetricky umístěný průjezd. Přes první dvě patra vyčnívá v centrální části fasády arkýř ze železné konstrukce s pásovými okny, obložený heraklitem. V levé části je doplněn ve všech třech patrech dvěma osami amerických výsuvných oken, přičemž ve třetím patře (či podkroví) poskytuje arkýř podklad pro otevřenou terasu s kovovým zábradlím. Vyložená hlavní římsa nese plochou střechu. V Čermákově návrhu bylo na čelní fasádu umístěno několik reklamních neonů nad hlavním vchodem do obchodu a po okrajích.
Stavba je částečně podsklepená a v suterénu se nacházejí čtyři místnosti s ústředním topením a místnost pro palivo. Do přízemí majitel umístil dvě obchodní jednotky oddělené průjezdem do dvora. Menší místnost vedle průjezdu disponovala kromě obchodního prostoru také skladištěm a klozetem. V hlavní části byl situován velký obchodní lokál pro řeznictví s velkorysou světlou výškou místnosti 3,55 metru. V interiéru fungovala kromě prodejního pultu také část se stolky a jídelním oddělením. Na tuto obchodní část dále navazovalo zadní křídlo s kanceláří, chladírnou, kuchyní a spíží a s chodbou vedoucí na dvůr.

### Obytná podlaží
Z kanceláře vedlo točité schodiště do haly v prvním patře. Zde se rozkládal reprezentativní byt rodiny Eduarda Červinky, kromě haly sestávající z ložnice, dvou pokojů, koupelny a umývárny. Z haly vedl také přístup na zadní terasu nad dvorním křídlem domu, kde byla navržena zahrada. První patro však sloužilo nejen jako obytný, ale i kancelářský prostor. Byly zde situovány dvě kanceláře s čekárnou a toaletou. Do pater bylo možno vystoupat také jednoramenným zalamovaným schodištěm s kovovým zábradlím a dřevěným madlem v zadní části průjezdu. Schodiště je prosvětlené vertikálně orientovanými průběžnými pásy luxferů. Zadní, dvorní průčelí domu je členěno osvětlením schodiště a asymetricky situovanými balkony se zaobleným nárožím a kovovým zábradlím.
Ve druhém patře domu byly situovány další dva byty – samostatný dvoupokojový byt s kuchyní, koupelnou a malým balkonem orientovaným do dvora a třípokojový byt s halou a malou místností pro služku. V nejvyšším patře (podkroví) bylo vytvořeno zázemí pro jeden byt s kuchyní a další dva samostatné pokoje se společnou koupelnou na chodbě. Sem byla umístěna také prádelna a sušárna.

## Další vývoj

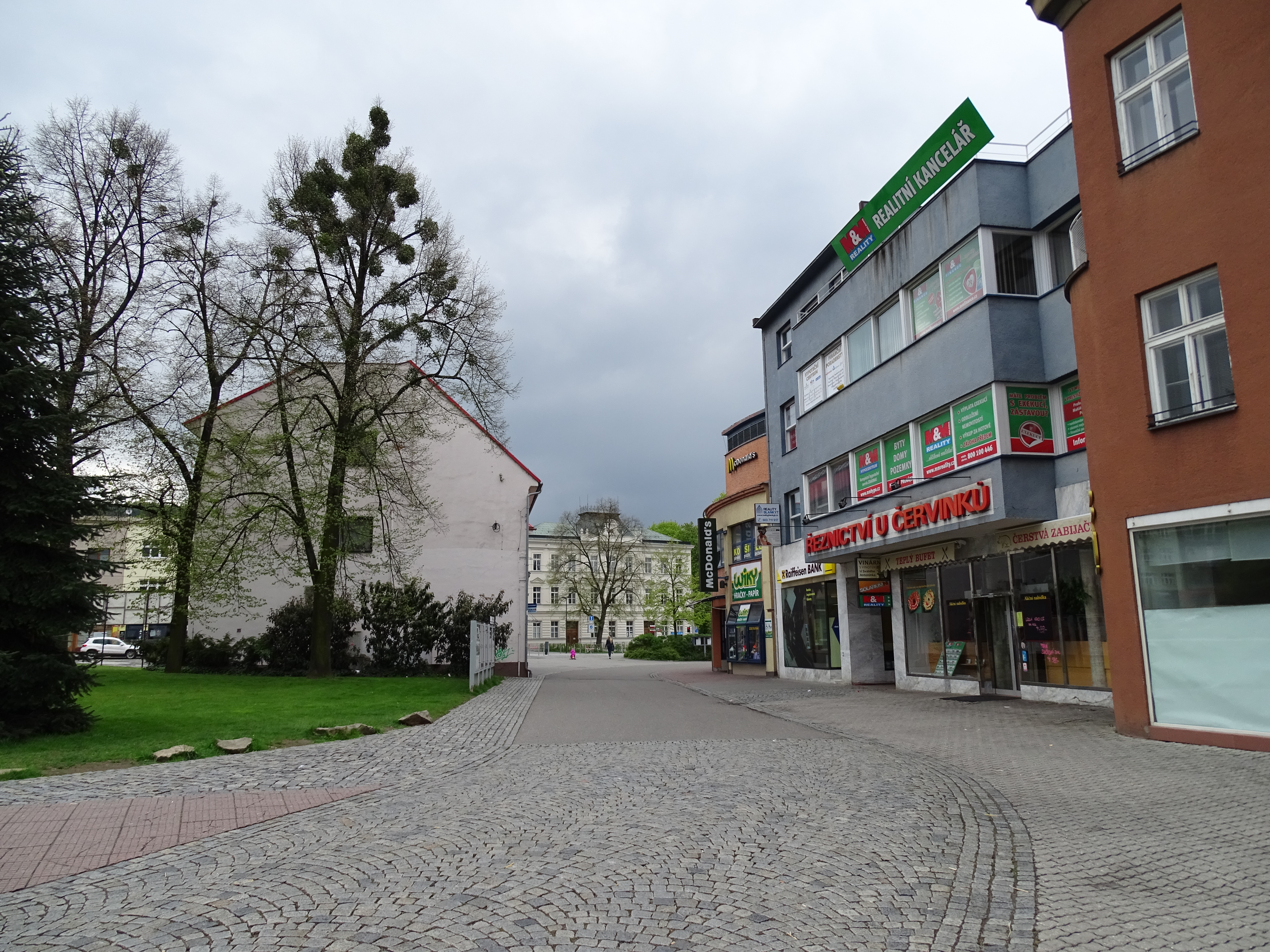
Průhled z náměstí Míru k bývalé měšťanské škole a knihovně (rok 2016)

Již na počátku 40. let nechal majitel domu postavit novou střechu. Ve druhé polovině 20. století změnila budova majitele a začal ji spravovat národní podnik Pramen. Bytové jednotky v domě byly postupně nahrazeny zázemím prodejen, z původních udíren se stala výrobna knedlíků. V průběhu 90. let se v domě vystřídalo několik provozů, sídlil zde kosmetický salon, herna či vinotéka. Od roku 2003 získal dům označení U Červinků a od roku 2009 bylo v přízemí znovu zprovozněno řeznictví. V té době prošel objekt rekonstrukcí, nástavbou třetího patra a dostavbou dvorního traktu.
Ačkoliv obchodní plochy plní svoji původní funkci, zbytek domu byl čenými zásahy výrazně přetvořen. Nezůstala tak zachována původní dispozice majitelova bytu v prvním patře, dochovalo se však velké množství detailů, jako třeba původní balkony, kamenné obklady nebo členění oken. Velkorysé vyznění domu kazí vizuální smog v podobě reklamních bannerů osazených do arkýřových oken.
V lednu 2001 byl činžovní dům prohlášen rozhodnutím Ministerstva kultury ČR za kulturní památku. Již od listopadu 1990 je také součástí zlínské městské památkové zóny. Podle Národního památkového ústavu je „velmi kvalitní funkcionalistická stavba […] ovlivněna tradičním přístupem korespondujícím se sousední budovou od Františka Lydie Gahury“.